# Fehmarnsund

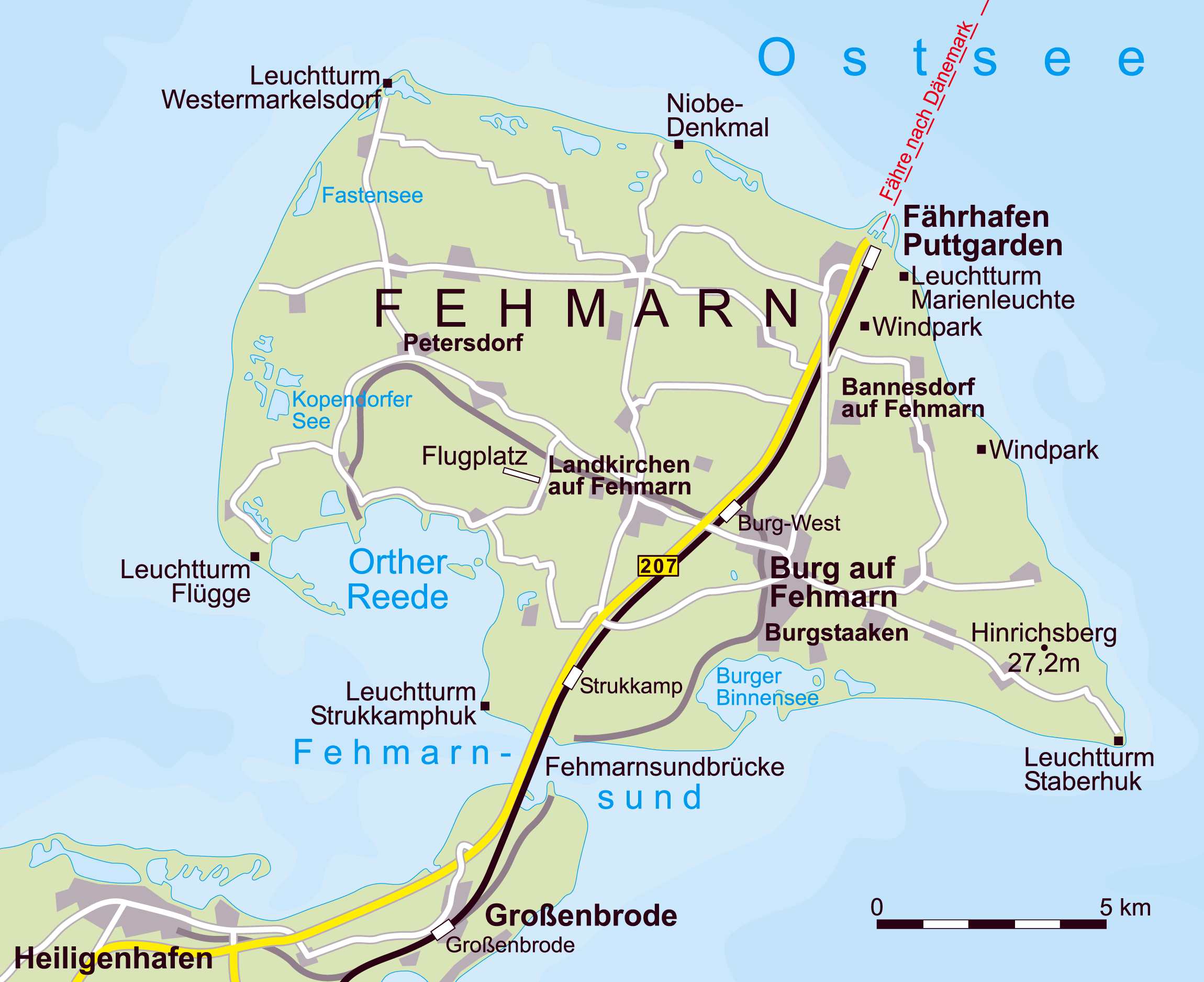
Fehmarn

Der Fehmarnsund ist der Meeresarm der Ostsee zwischen Kieler Bucht und Mecklenburger Bucht, der die Insel Fehmarn vom Festland trennt. Bis 1963 wurde er von einer Eisenbahnfähre mit Autotransport zwischen Großenbrode Fähre und dem Ort Fehmarnsund überquert, bis im Zuge der Fertigstellung der Vogelfluglinie die Fehmarnsundbrücke errichtet wurde. Ortschaften am Fehmarnsund sind je nach Betrachtungsweise Heiligenhafen und Großenbrode am Festland und auf der Insel westlich der Brücke Orth, Lemkenhafen, Westerberg Ort, Albertsdorf und Strukkamp sowie weiter östlich die Orte Fehmarnsund mit dem ehemaligen Fähranlegerhafen, Avendorf, Wulfen, Burg und Staberdorf, wozu festzuhalten ist, dass seit 1. Januar 2003 alle Gemeinden der Insel Fehmarn zu einer neu gebildeten Stadt Fehmarn verwaltungstechnisch und postalisch als Stadt zusammengefasst wurden.

## Daten
Der Fehmarnsund ist etwa acht Kilometer lang und an der engsten Stelle ca. 800 Meter breit, wobei die Wassertiefe des Sunds zwischen 3 und 11 Metern beträgt. Der Meeresboden besteht aus festem Grund bis hartem Gestein und ist meist mit schlammiger Substanz sowie losem Gestein bedeckt. Die Wassertemperatur schwankt durch die Jahreszeiten bedingt zwischen 2 und 19 °C, bei extremeren Witterungsverhältnissen können diese Werte auch über- bzw. unterschritten werden. Im Winter 1978/1979 und im späteren Verlauf des Winters 2006 gab es gravierendere Unterschreitungen, wobei eine Eisbildung zuerst in Ufernähe begann. Das Ostseewasser des Fehmarnsunds weist durchschnittlich einen Salzgehalt von höchstens 1,8 % auf. Der Salzgehalt ist abhängig von der Strömung des Wassers, welches überwiegend von Westen durchströmt, aber auch abhängig von Ostwind oder -sturm in entgegengesetzter Richtung in den Sund gelangen kann. Je weiter westlich von Fehmarn der Salzgehalt gemessen wird, desto höher liegt der Wert, je weiter östlich, desto niedriger. Hinzu kommt, dass der Salzgehalt umso höher liegt, je tiefer eine Messung erfolgt, was damit zusammenhängt, dass Süßwasser leichter als Salzwasser ist. Das Salzwasser des Fehmarnsunds hätte mit zunehmendem Salzgehalt aus westlicher Einströmung gegenüber Süßwasser eine höhere Dichte und Wärmekapazität, was bei abnehmendem Salzgehalt einen abnehmenden Schiffsauftrieb im Flachwasser in Nähe zur Insel Fehmarn bedeuten kann.

## Fischerei
Am Fehmarnsund wird Berufs- und Sportfischerei betrieben. Die Berufsfischerei wird ausgeübt auch mit Reusen und Stellnetzen auf Dorsch, Hering und Plattfisch, bisweilen auch Aal, eingeschränkt durch über die Jahre variierend festgelegte Fangquoten. Die Ausübung des Fischfangs erfordert einen auf eigenen Namen lautenden gültigen Lebensfischereischein und das Nachweisblatt Fischereiabgabe Schleswig-Holstein (10 Euro) oder den Urlauberfischereischein als befristete Ausnahmegenehmigung; diese Unterlagen müssen vor Ort vorgezeigt werden können. Abweichungen sind lokal möglich.

## Tourismus

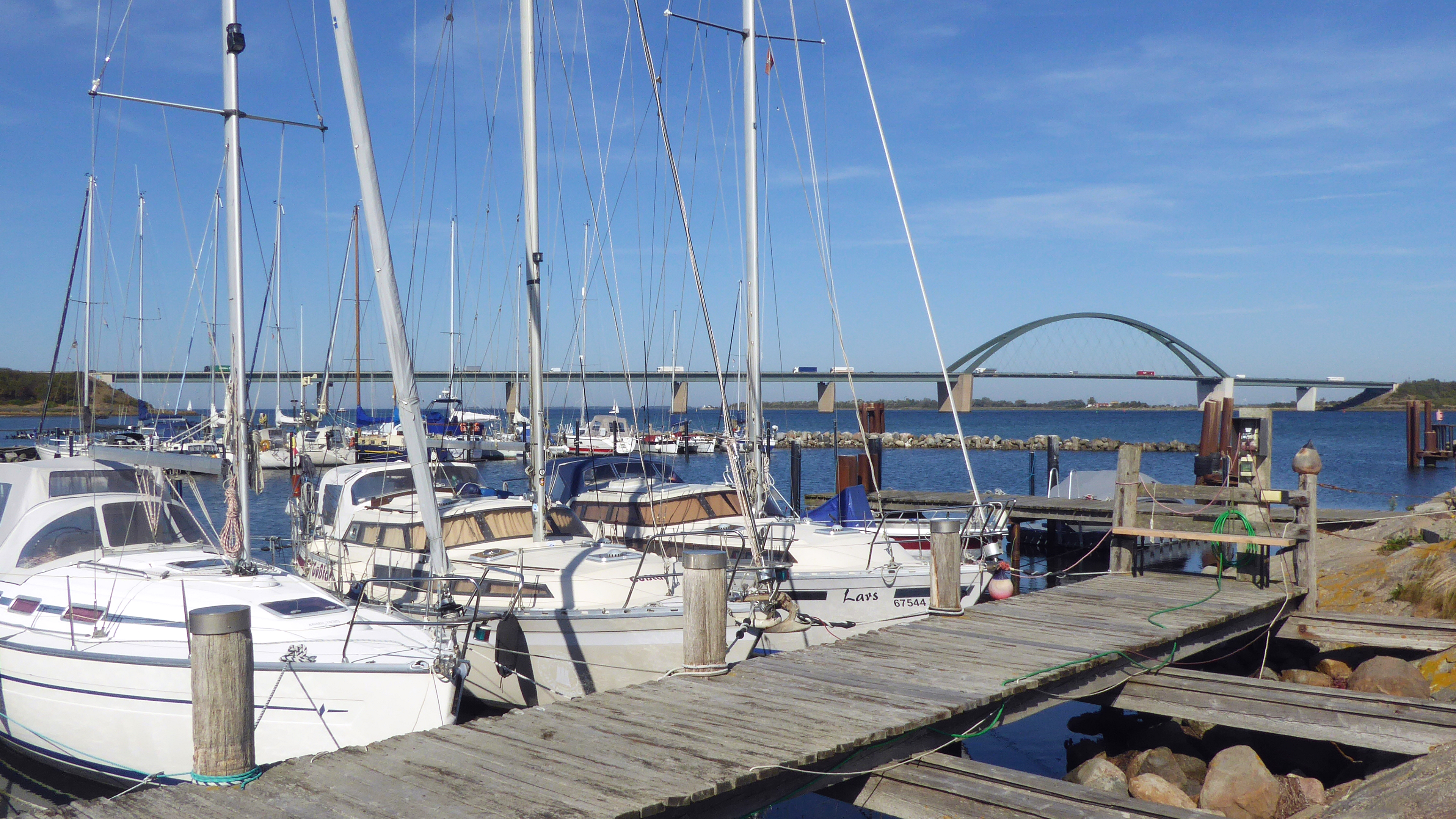
Sportboote im Hafen von Großenbroder Fähre am Fehmarnsund vor der Sundbrücke zur Insel Fehmarn (2018)

Für den Tourismus gibt es nahe am Fehmarnsund ein vielseitiges Angebot von Ausflugszielen und Sehenswertem, wie z. B. 5 Leuchttürme, die Museen und Inselkirchen, naturbelassene Strände und die seit 1999 unter Denkmalschutz stehende Fehmarnsundbrücke. Es besteht ein breites Angebot des Gastgewerbes, auch an Unterkünften für Allergiker ob des Inselklimas, und von drei Campingplätzen inselseitig direkt am Sund in einer Entfernung von 1,5 bzw. 4 Kilometer von der Fehmarnsundbrücke. Die Insel bietet ein ausgeschildertes Radwegenetz mit rund 300 Kilometern Länge, das auch für touristische Zweiradausflüge ein vielfältiges Angebot darstellt.

## Sport
Der Fehmarnsund ist ein beliebtes Segel- und Surfrevier, da regelmäßig gute Westwindverhältnisse herrschen. Infrastrukturell gibt es nahe am Sund Yachthäfen bei den Ortschaften Fehmarnsund, Lemkenhafen, Orth sowie Großenbrode. Das Sportangebot umfasst auch Segel- und Windsurf-Schulen. Im Osten des Fehmarnsunds befindet sich am Wulfener Hals ein Insel-Golfplatz mit 18-Loch Anlage (Par 72) und einem öffentlichen 9-Loch Platz (Par 54).

## Verkehrsverbindungen über den Fehmarnsund

### Motorisierter Fährverkehr 1903–1963

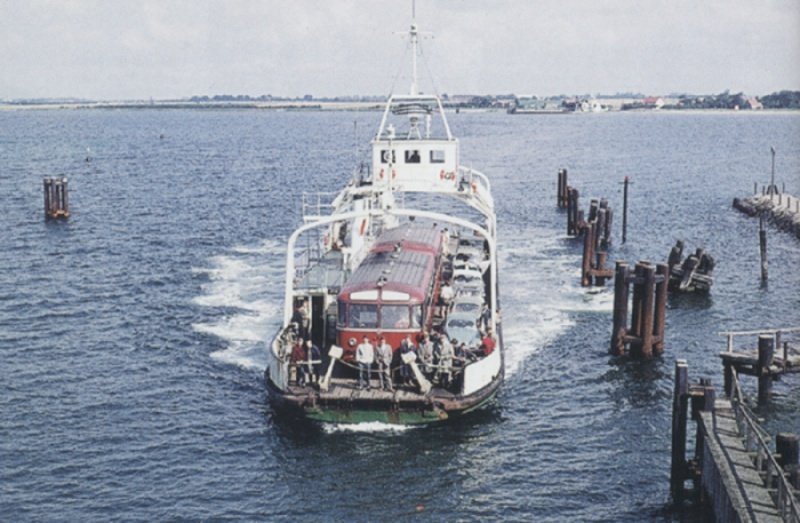
Eisenbahnfähre mit Schienenbus, Datum unbekannt

Über den Fehmarnsund gab es bereits im beginnenden 13. Jahrhundert eine Fährverbindung, die die Insel Fehmarn mit dem Festland verband.
Das Trajekt Fehmarnsund war die erste motorisierte Sundfähre. Als einzige Doppelendfähre im Fehmarnsund versah sie von September 1903 bis 1949 ihren Dienst, davon bis 1927 allein. Sie war mit einem Eisenbahngleis ausgerüstet, auf dem zwei Güterwagen transportiert werden konnten. Ihr Dampfmaschinenantrieb leistete 130 PS. Die Fehmarnsund riss sich in einem Herbststurm 1921 bei Hochwasser von ihrem Liegeplatz los und lief auf Grund. Es dauerte Monate, bis sie bei einem erneuten Hochwasser wieder freigeschleppt werden konnte.
Ab dem 9. November 1927 ergänzte die Dampffähre Fehmarn die Fehmarnsund. Sie hatte 2 × 240 PS und konnte bei 37 m Gleislänge auch Reisezugwagen (Schienenbusse) transportieren. 1951 wurde sie um 15 m verlängert und erhielt einen Dieselantrieb.
1949 schließlich ersetzte das Motorschiff Schleswig-Holstein nach 46 Jahren das Dampfschiff Fehmarnsund. Sie hatte eine Gleisnutzungslänge von 41 m und konnte bis zu vier Eisenbahnwagen aufnehmen. Zur gleichen Zeit verkehrte auch noch das Motorschiff Reichsbahn, das aber nur bei erhöhtem Passagieraufkommen oder im Notfall zum Personentransport eingesetzt wurde.
Nach Freigabe der Fehmarnsundbrücke im Mai 1963 wurde der Fährverkehr eingestellt. Die Fähre Schleswig-Holstein wurde einige Jahre später nach Italien verkauft und dort in Ferry Capri umbenannt. Die Fehmarn ging ebenfalls nach Italien und wurde als Peloritano in der Straße von Messina eingesetzt. Sie verkehrte zuletzt im Golf von Neapel, bis sie 2010 verschrottet wurde.

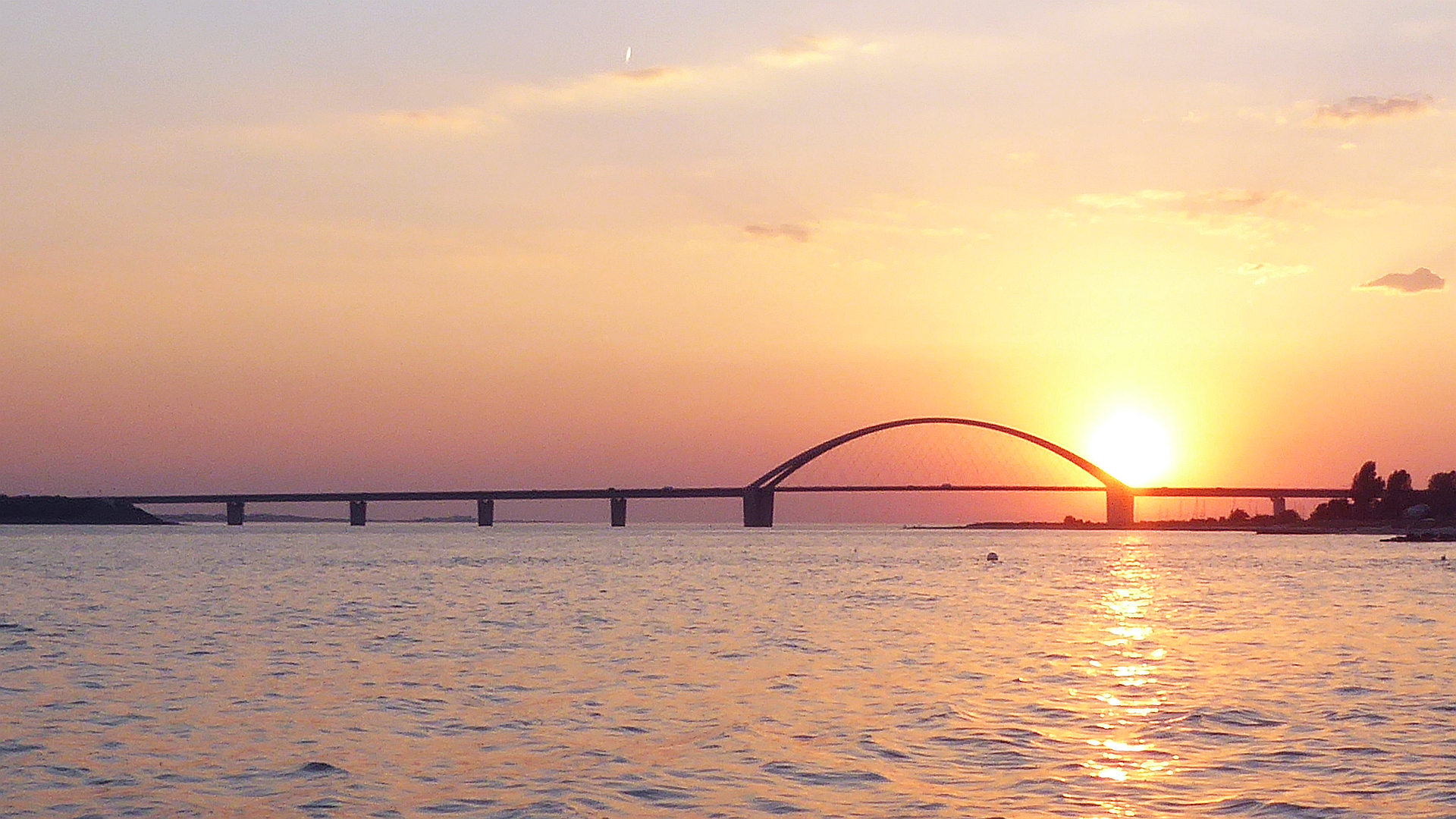
Blick gen Westen über den Fehmarnsund auf die Fehmarnsundbrücke (2018)

### Sundbrücke
Der Fehmarnsund wird seit 1963 von der Fehmarnsundbrücke überquert. Die Brücke verbindet als Straßen- und Eisenbahnbrücke die Ostseeinsel Fehmarn mit dem Festland bei Großenbrode; sie soll im Zusammenhang mit dem Bau der Festen Fehmarnbeltquerung durch eine neue Querung ersetzt werden.

### Tunnel (in Planung)
Am 3. März 2020 wurden Pläne bekannt, wonach bis 2028 die Fehmarnsundbrücke durch einen Absenktunnel ergänzt werden soll. Der Fehmarnsundtunnel soll rund 1,7 km lang werden und wird als kombinierter Autobahn- und Eisenbahntunnel ausgeführt werden. Die Brücke bleibt bestehen und wird künftig den Fußgängern, Radfahrern sowie dem langsamen Straßenverkehr zur Verfügung stehen.